# Racine passera comme le café
« Racine passera comme le café » est une phrase attribuée par erreur à Mme de Sévigné, qui ne l'a jamais prononcée ni écrite, ce qui n'a pas empêché Voltaire de la lui reprocher. Cette formule a acquis une valeur proverbiale et sert à ironiser, par antiphrase, sur les prophéties qui ne se réalisent pas. Le sens en est que la ferveur suscitée par le théâtre de Racine, au XVIIe siècle, allait bientôt s'éteindre, tout comme la vogue du café à la même époque. Or la suite des événements a prouvé que l'œuvre de Racine tout comme le café sont restés des classiques de la culture française : pour reprendre les mots de Jean d'Ormesson, l'auteur de cette remarque s'est avéré "doublement mauvais prophète". Cette comparaison est d'autant plus frappante que la corrélation entre ses deux termes est inattendue.

## La correspondance de Mme de Sévigné
Mme de Sévigné n'appréciait guère Racine, qu'elle jugeait bien inférieur à Corneille, ni le café, qu'elle estimait dangereux pour la santé. Mais ses lettres ne font état d'aucune comparaison  entre les deux.

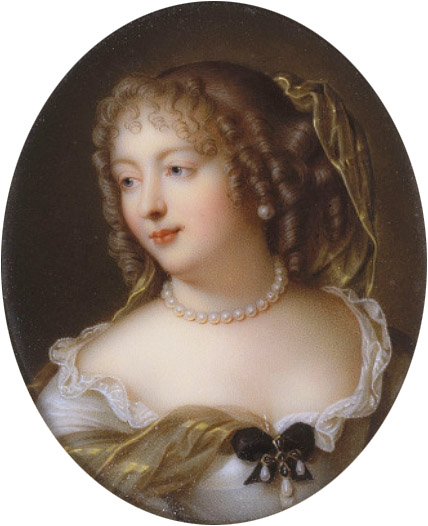
Portrait de Mme de Sévigné par Marie-Victoire Jaquotot

Le 16 mars 1672, à propos de Bajazet, elle écrivait à sa fille : « Racine fait des comédies pour la Champmeslé : ce n'est pas pour les siècles à venir. » Et le 10 mai 1676, elle lui écrivait : « Vous voilà donc bien revenue du café : Mlle de Méri l'a aussi chassé de chez elle assez honteusement : après de telles disgrâces, peut-on compter sur la fortune ? »

## Voltaire et La Harpe
Dans Le Siècle de Louis XIV (1751), Voltaire opère un amalgame entre ces deux prédictions contredites l'une et l'autre par les faits : « Un nombreux parti se piqua toujours de ne pas rendre justice à Racine. Mme de Sévigné, la première personne de son siècle pour le style épistolaire [...], croit toujours que Racine n'ira pas loin. Elle en jugeait comme du café, dont elle dit qu'on se désabusera bientôt. Il faut du temps pour que les réputations mûrissent. »
Dans la lettre qui sert de préface à sa tragédie Irène (1778), il poursuit : « Si nous avons été indignés contre Mme de Sévigné, qui écrivait si bien et qui jugeait si mal ; si nous sommes révoltés de cet esprit misérable de parti, de cette aveugle prévention qui lui fait dire que la mode d'aimer Racine passera comme la mode du café, jugez, Madame, combien nous devons être affligés qu'une personne aussi instruite que vous ne rende pas justice à l'extrême mérite d'un si grand homme. »
Jean-François de La Harpe achève de forger la légende en écrivant dans son Cours de littérature (1786-1799) : « De là celles [les préventions] de Mme de Sévigné envers Racine, dont elle a dit qu'il passera comme le café. »